# 안녕, 다니엘
《안녕, 다니엘》는 대한민국의 SBS F!L에 방송됐던 예능 텔레비전 프로그램이다.

## 기획 의도
소소한 행복을 찾아 떠나는 강다니엘의 첫 번째 여행 이야기. 일거수 일투족이 기사가 되는 국민 아이돌이 아닌, 25세 청년 강다니엘을 만나는 시간. 감성과 예술, 커피와 맥주의 도시 미국 포틀랜드로 떠난 첫 자유여행, 그리고 소소한 행복을 찾아가는 시간이다.

## 방송 일정
- 2020년 3월 4일 ~ 2020년 4월 1일 : 매주 수요일 저녁 7시 ~ 8시 (5부작)

## 출연진
- 강다니엘

## 같이 보기
- 간무리반구미